# Suspended Animation
Suspended Animation – wydana w 2005 roku pierwsza solowa płyta instrumentalna gitarzysty Johna Petrucciego znanego głównie z członkostwa w progresywno-metalowej grupie Dream Theater. Na płycie znajduje się 8 utworów, które możemy zaliczyć do bardzo ciężkiej odmiany rocka instrumentalnego, podchodzącego czasami pod heavy metal.

## Lista utworów
1. "Jaws of Life" - 7:29
2. "Glasgow Kiss" - 7:48
3. "Tunnel Vision" - 6:35
4. "Wishful Thinking" - 7:28
5. "Damage Control" - 9:15
6. "Curve" - 6:22
7. "Lost Without You" - 4:56
8. "Animate-Inanimate" - 11:38

## Zespół
- John Petrucci – gitara elektryczna
- Dave LaRue – gitara basowa
- Dave Dicenso – perkusja